# بساط شاهسون

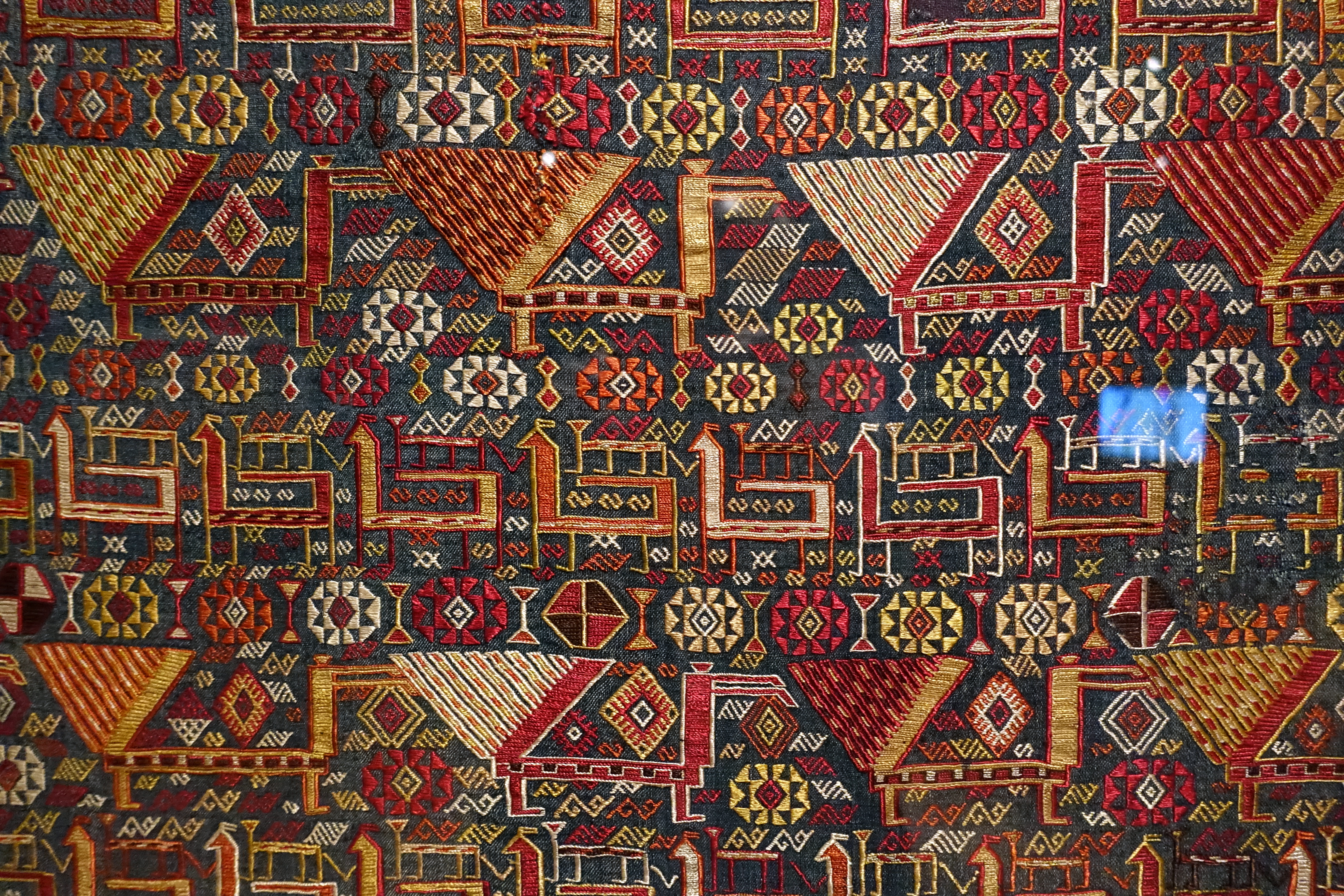
غطاء حصان، من صنع شعب الشاهسون، شمال غرب إيران أو القوقاز، بين عامي 1850 و1900 ميلادية، من الحرير والحرير الملفوف بالمعدن - متحف النسيج، جامعة جورج واشنطن.

سجادة الشاهسون أو كليم الشاهسون هي سجادة إيرانية الطراز، تُصنع يدويًا على يد الشاهسون في منطقة أذربيجان الواقعة في إيران.